# Geraldine Ferraro
Geraldine Anne Ferraro (Newburgh, New York, 26 de agosto de 1935 - Boston, Massachusetts, 26 de março de 2011) foi uma advogada e política norte-americana. Era filiada ao Partido Democrata e cumpriu mandato na Câmara dos Representantes dos Estados Unidos, pelo nono distrito de Nova Iorque. Geraldine Ferraro foi a primeira mulher a se candidatar à vice-presidência nos Estados Unidos, em 1984, na chapa de Walter Mondale.